# 高田大介
高田 大介（たかだ だいすけ、1968年 - ）は、日本の言語学者、小説家である。フランス在住。

## 経歴・人物
1968年、東京都生まれ。早稲田大学大学院文学研究科博士後期課程単位取得退学。早稲田大学、東京芸術大学などで講師を務めたのち渡仏、現在はリモージュ大学EDSHS EHICに籍を置き博士論文執筆中。専門分野は印欧語比較文法・対照言語学。
2010年、『図書館の魔女』で第45回メフィスト賞を受賞し、デビュー。メフィスト賞に応募したきっかけとして、「普通じゃない小説大賞」みたいなものを求めていたこと、枚数に上限がないことを挙げている。メフィスト賞の受賞は2010年だが、受賞作の出版は2013年8月である。刊行日が遅れた理由として、作者が海外に居住していたため連絡が円滑に進まなかったこと、本書の分量が3500枚とかなりの長尺であったことなどが高田大介本人によるウェブログの中で述べられている。
影響を受けた作家はカート・ヴォネガット Jr. とトーベ・ヤンソン。また、「こうした小説を書きたいと常々仰ぎ見ている」作家として、ディケンズ、大デュマ、ドストエフスキーを挙げている。
講談社ノベルスで好きな作品は西尾維新の「戯言シリーズ」。

## 作品リスト

### 単著

#### 図書館の魔女
- 図書館の魔女（2013年8月 講談社【上・下】 / 2016年4月・5月 講談社文庫 全4巻）
- 図書館の魔女 烏の伝言（2015年1月 講談社 / 2017年5月 講談社文庫【上・下】）
- 図書館の魔女 高い塔の童心（2025年2月 講談社）

#### その他
- まほり（2019年10月 KADOKAWA / 2022年1月 角川文庫【上・下】）
- 記憶の対位法（2025年4月 東京創元社）

### アンソロジー
「」内が高田大介の作品
- Story for you（2021年3月 講談社）「鍵」
- 新しい法律ができた（2025年5月 講談社）「魔法罪」

### 単著未収録作品
「」内が高田大介の作品
- 味噌をつける（『小説 野性時代』2015年6月号 - 7月号）
- 鍵（tree 2020年7月11日[4]）
- 魔法罪（『Mephisto Readers Club』2024年12月16日）

## 翻訳
- ジャクリーヌ・ダンジェル『ラテン語の歴史』（遠山一郎共訳、2001年9月、白水社文庫クセジュ）